# Голіченко Софія Юріївна
Софія Голіченко (нар. 23 листопада 2004, Київ, Україна) — українська фігуристка, що виступає у  парному спортивному фігурному катанні в парі з Артемом Даренським. Майстер спорту України.
Чемпіонка України (2021) та дворазова призерка чемпіонату України (2018, 2020) у парному фігурному катанні. Учасниця чемпіонату Європи.

## Біографія
Софія Голіченко народилася 23 листопада 2004 року в Києві.

## Спортивна кар'єра
Розпочала займатися фігурним катанням в 2007 році, коли виповнилось 3 роки.
На початку кар'єри Голіченко займалася жіночим одиночним фігурним катанням.
У 2018 році вона перейшла у парне катання, де встала в пару з Іваном Павловим.

### Сезон 2020—2021
На кваліфікаційному на Олімпійські ігри 2022 року чемпіонаті світу в Стокгольмі, Швеція, не виступили через позитивний тест на коронавірус.

### Сезон 2021—2022

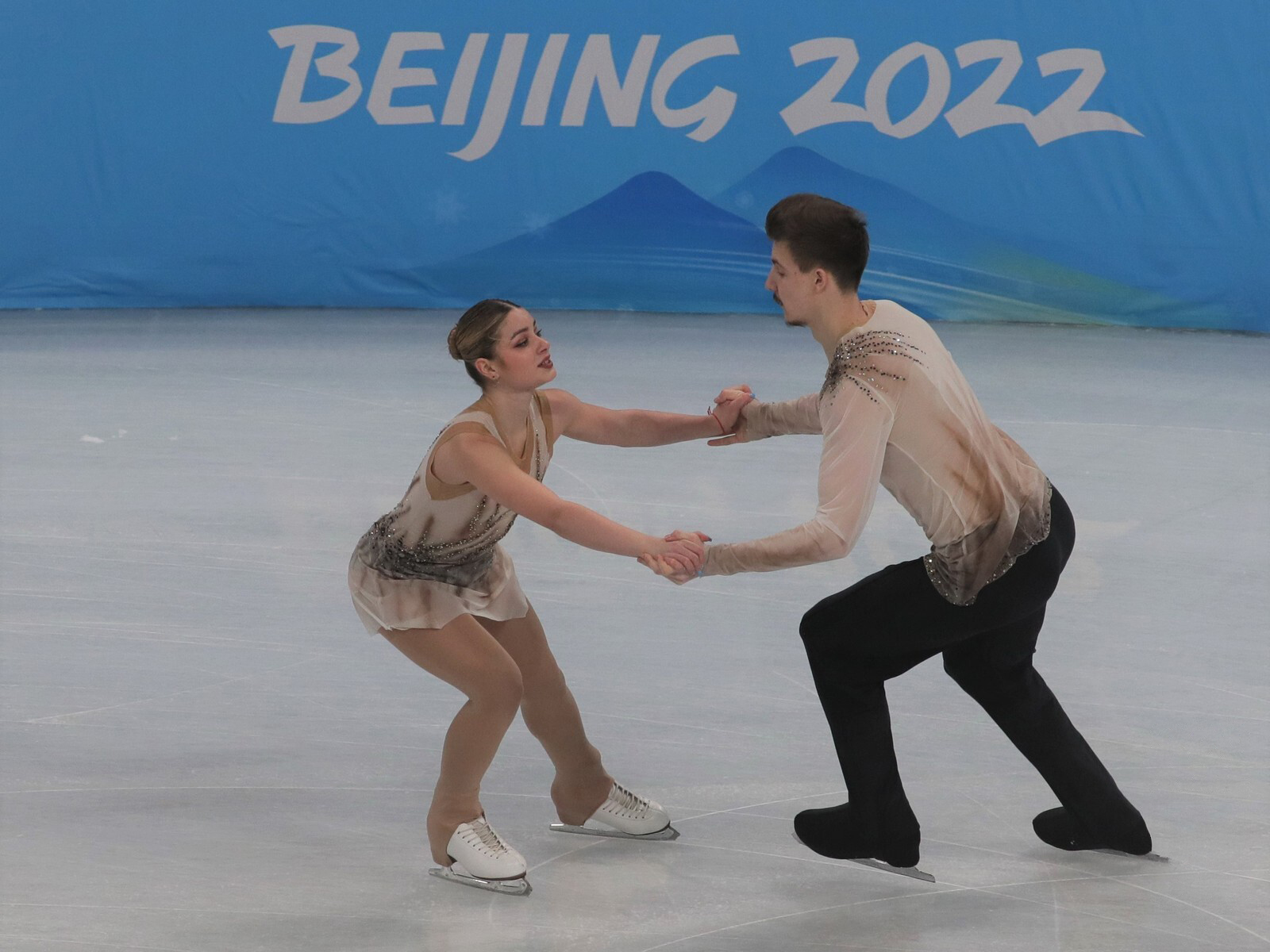
Софія Голіченко та Артем Даренський на Олімпійських іграх

На Небельхорн Трофі, останньому кваліфікаційному турнірі на Зимові Олімпійські ігри в Пекіні, Китай, посіли одинадцяте місце та не змогли отримати олімпійську ліцензію.
У грудні 2021 року було оголошено учасників командного турніру, до яких увійшла збірна України, що дало змогу отримати додаткову олімпійську квоту на командний турнір серед спортивних пар, яку за підсумками чемпіонату України отримали Софія Голіченко та Артем Даренський.
12 січня виступили у короткій програмі чемпіонату Європи, який відбувся у Таллінні. Результат 55,15 став найкращим у кар'єрі цієї пари. З 14-ого місця вони кваліфікувалися у довільну програму, за яку вони знову отримали найкращу оцінку у кар'єрі — 92,46, посівши підсумкове 15-те місце (оцінка 147,61).
4 лютого розпочалися Олімпійські ігри у Пекіні. У короткій програмі командних змагань українська пара отримала оцінку 53,65, посівши останнє 9-те місце. Українська збірна не зуміла кваліфікуватися у довільну програму.
Не зважаючи на відсутність можливості тренуватися до чемпіонату світу після російського вторгнення в Україну 24 лютого 2022 року, поставили нову коротку програму на пісню "Жива" української групи "The Hardkiss", яку представили на дебютному для себе чемпіонаті світу в Монпельє, Франція, продемонструвавши 13 результат та кваліфікувались до довільної програми, з якої змушені були знятися, щоб уникнути травмування.

## Програми
| Сезон     | Коротка програма                                                      | Довільна програма                                                     |
| --------- | --------------------------------------------------------------------- | --------------------------------------------------------------------- |
| 2020–2021 | Піна у виконанні Томаса Ханріч хореограф Іван Литвиненко              | Люди в чорному 3 у виконанні Денні Ельфмана хореограф Іван Литвиненко |
| 2021–2022 | Nuvole Bianche у виконанні Людовіко Ейнауді хореограф Іван Литвиненко | Люди в чорному 3 у виконанні Денні Ельфмана хореограф Іван Литвиненко |
| 2021–2022 | Жива у виконанні "The Hardkiss"                                       | Люди в чорному 3 у виконанні Денні Ельфмана хореограф Іван Литвиненко |

## Спортивні результати

### ЗІваном Павловим
| Міжнародні змагання  | Міжнародні змагання |
| Змагання/ Сезон      | 18-19               |
| -------------------- | ------------------- |
| Volvo Open Cup       | 3                   |
| Ice Star             | 6                   |
| Національні змагання |                     |
| Чемпіонат України    | 3                   |

### ЗАртемом Даренським
| Міжнародні змагання                            | Міжнародні змагання | Міжнародні змагання |
| Змагання/ Сезон                                | 20-21               | 21-22               |
| ---------------------------------------------- | ------------------- | ------------------- |
| Зимові Олімпійські ігри                        |                     | 10 (к)              |
| Чемпіонати світу                               | WD                  | 13 (к)              |
| Чемпіонати Європи                              |                     | 15                  |
| Серія Челенджера: Budapest Trophy              |                     | 5                   |
| Серія Челенджера: Denis Ten Memorial Challenge |                     | 6                   |
| Національні змагання                           |                     |                     |
| Чемпіонат України                              | 2                   | 1                   |